# Wainwright (Alberta)
Wainwright é uma comunidade das pradarias localizada na Região Central da província de Alberta, no Canadá. A população do local era de 6,270 de acordo com o censo canadense de 2016.